# Elaver brevipes
Elaver brevipes là một loài nhện trong họ Clubionidae.
Loài này thuộc chi Elaver. Elaver brevipes được Eugen von Keyserling miêu tả năm 1891.